# Escusa absolutória

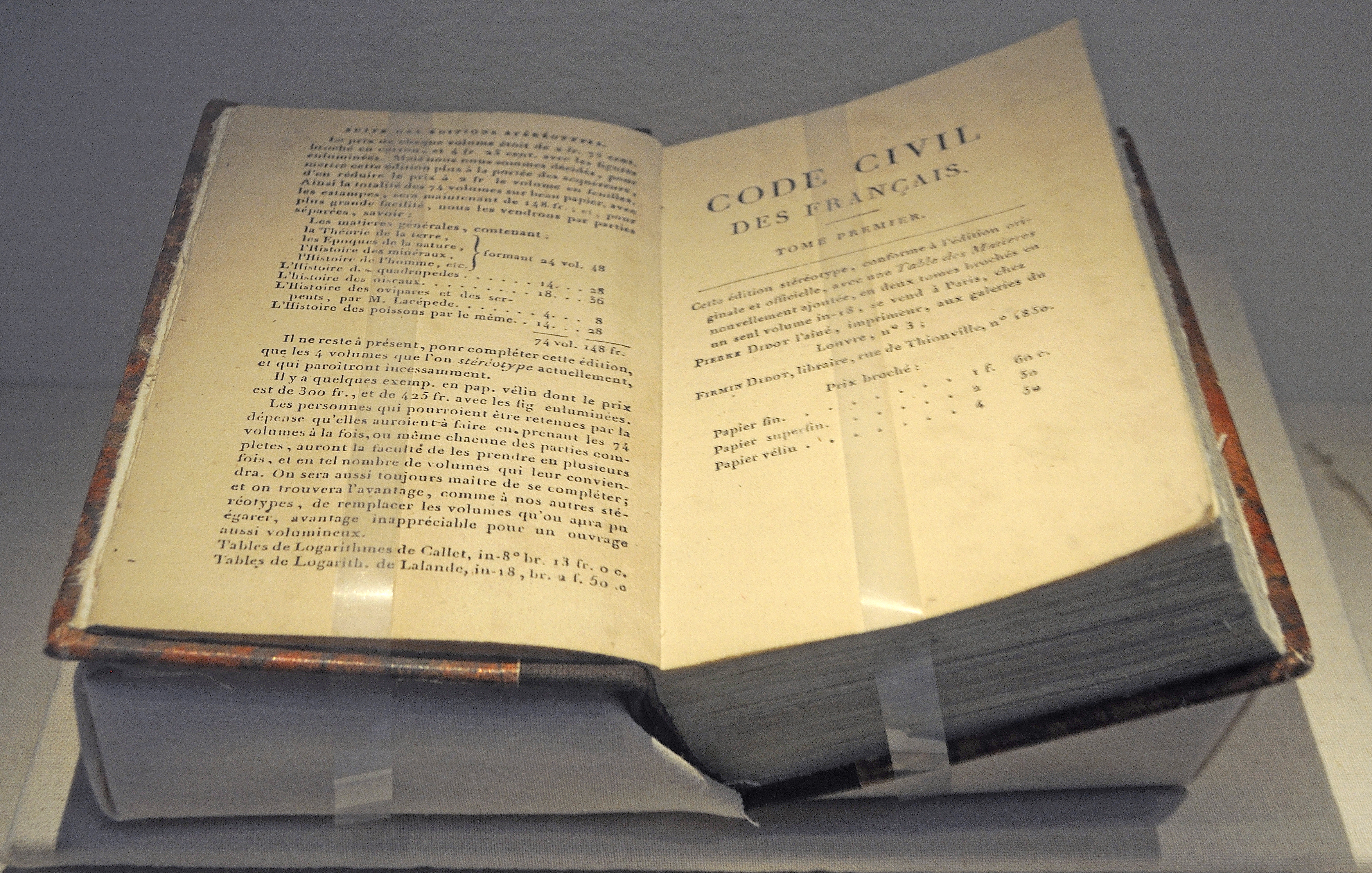
Original do Código Napoleônico, Museu Histórico do Palatinado, em Speyer, Alemanha, onde constam disposições de escusa absolutória.

Escusa absolutória é uma expressão jurídica usada no Código Penal Brasileiro para designar uma situação em que houve um crime e o réu foi declarado culpado, mas, por razões de utilidade pública, ele não está sujeito à pena prevista para aquele crime. Um filho que furta o pai, por exemplo, não está sujeito a punição imposta por arbítrio judicial.
Contudo, parentes por afinidade — genro, nora, sogro, sogra, entre outros — estão fora de tal benefício da lei, respondendo normalmente por seus crimes.
Existem dois casos previstos no Código Penal Brasileiro que preveem causas absolutórias:
- Artigo 181, I e II — imunidade penal absoluta nos delitos contra o patrimônio
- Artigo 348, parágrafo 2º — isenção de pena no favorecimento pessoal.

## Histórico
Tais disposições favorecendo parentes próximos já constavam do direito civil em épocas remotas. Um primeiro exemplo disso observa-se no direito romano, o qual se alicerçava no princípio da co-propriedade familiar, daí resultando o não acolhimento da actio furti quando praticado por filho ou cônjuge.
Já o Código Napoleônico de 1810, no seu artigo 380, pode-se observar regulamentação semelhante, isentando o furto perpetrado entre esposos e ascendentes e descendentes, resguardada a possibilidade de reparações civis, como também vigora nos dias atuais.